# Nine (rappeur)
Pour les articles homonymes, voir Nine.
Nine ou Quinine Milli, de son vrai nom Derrick Keyes, né le 19 septembre 1969 dans le Bronx, New York, est un rappeur américain. Il est également connu sous les noms de 9MM ou Nine Double M. Son nom de scène fait référence à sa date de naissance (19/09/1969), sa pointure de chaussures et son chiffre fétiche, le 9.

## Biographie
Originaire du Bronx, Nine se popularise en 1993 en participant à la célèbre chanson Six Million Ways to Die de Funkmaster Flex et des Ghetto Celebs'. Le premier album de Nine, Nine Livez, est publié en 1995 au label Profile Records,. Produit par Rob Lewis et Tony Stoute, l'album contient les singles à succès Redrum, Everybody Won Heaven, Whutcha Want?, Any Emcee (qui reprend Eric B. and Rakim). L'album atteint la 90e place du Billboard 200. Il suit d'un deuxième album, Cloud Nine le 7 août 1996 avant la fermeture définitive de son label, Profile Records. À cette période, Nine participe à la série télévisée américaine NY Undercover.
En 2000, Nine revient avec la publication du single It's Ugly... Le 2 avril 2014, Nine publie un nouveau morceau, sous son nouveau nom de scène, intitulé Babylon Policies.

## Discographie

### Albums studio
- 1995 : Nine Livez
- 1996 : Cloud Nine
- 2009 : Quinine

### Mixtapes
- 2007 : O.O.P.S. Vol II (Over Other Peoples Shit)
- 2007 : Return of the Hardcore: Songs Recorded 1999-2003

### Singles
- 1993 : Six Million Ways to Die - Funk Master Flex & 9MM
- 1994 : Whutcha Want?/Redrum
- 1994 : Everybody Won Heaven (Red Rum Remix)
- 1995 : Any Emcee/The Cypher
- 1995 : Fo'eva Blunted Promo
- 1995 : Whutcha Want? (Remixes) - avec des remixes de Portishead, The Brotherhood et Dark Globe
- 1995 : Ova Confident
- 1995 : Redrum
- 1996 : Lyin King
- 1996 : Make or Take - featuring Smoothe Da Hustler
- 1996 : Ghetto Near You/When The Shit Hits the Fan
- 1997 : The Alps - 3rd Eye featuring Nine
- 1998 : 24/7 - 24/7
- 1999 : Feel No Guilt Promo - Demastas featuring Nine
- 2000 : Its Ugly/Who Not Knowin'